# Gdzieś w niebie
Gdzieś w niebie (ang. Up There) – brytyjski komediodramat z 2012 roku w reżyserii Zama Salima. Wyprodukowana przez wytwórnię UK Film Council, Creative Scotland, BBC Films i Eyeline Entertainment.
Premiera filmu odbyła się w styczniu 2012 w Wielkiej Brytanii. Zdjęcia do filmu zrealizowano w Glasgow i Saltcoats w Szkocji w Wielkiej Brytanii.

## Opis fabuły
Po śmierci Martin (Burn Gorman) trafia do czyśćca. Zanim pójdzie do nieba, musi pomagać w przejściu na drugą stronę tym, którzy dopiero co zmarli. Jeden z jego podopiecznych ucieka. Okazuje się, że Martin będzie musiał nieźle się napracować, aby osiągnąć swój cel.

## Obsada
Źródło: Filmweb
- Burn Gorman jako Martin
- Kate O'Flynn jako Liz
- Aymen Hamdouchi jako Rash
- Jo Hartley jako Margaret
- Iain De Caestecker jako Tommy
- Warren Brown jako słaby chłopak Joey
- Alexander Morton jako nowy zarządca
- Chris Waitt jako radca prawny
- Kulvinder Ghir jako Ali
- Kirsty Strain jako Cheryl